# Nižná Sitnica
Nižná Sitnica (em húngaro: Alsóvirányos) é um município da Eslováquia, situado no distrito de Humenné, na região de Prešov. Tem 9,17 km² de área e sua população em 2018 foi estimada em 309 habitantes.

## Demografia
| Ano:        | 1994 | 2004   | 2014    | 2024   |
| ----------- | ---- | ------ | ------- | ------ |
| Broj ljudi: | 368  | 365    | 328     | 303    |
| Razlika:    |      | -0,81% | -10,13% | -7,62% |

| Ano:               | 2023 | 2024 |
| ------------------ | ---- | ---- |
| Número de pessoas: | 300  | 303  |
| Diferença:         |      | +1%  |